# Луција (Пиран)
Луција (словен. Lucija, итал. Lucia) је насељено место у општини Пиран, Обално-крашка регија, Словенија.

## Историја
До територијалне реорганизације у Словенији била је у саставу старе општине Пиран.

## Становништво
У попису становништва из 2011. године, Луција је имала 5.872 становника.
| Број становника према пописима | Број становника према пописима | Број становника према пописима |
| ------------------------------ | ------------------------------ | ------------------------------ |
| 1991                           | 2002                           | 2011                           |
| 5.426                          | 5.792                          | 5.872                          |

Напомена: До 1961. исказивано под именом Света Луција. Године 1995. увећан за део насеља Сеча.

## Галерија
- табла на улазу
- град
- лука